# Горња Шушњара
Горња Шушњара (хрв. Gornja Šušnjara) је насељено место у општини Штефање, Бјеловарско-билогорска жупанија, Хрватска.

## Историја
До територијалне реорганизације у Хрватској била је у саставу старе општине Чазма.

## Становништво
У попису становништва из 2011. године, Горња Шушњара је имала 28 становника.
| Број становника према пописима | Број становника према пописима | Број становника према пописима | Број становника према пописима | Број становника према пописима | Број становника према пописима | Број становника према пописима | Број становника према пописима | Број становника према пописима | Број становника према пописима | Број становника према пописима | Број становника према пописима | Број становника према пописима | Број становника према пописима | Број становника према пописима | Број становника према пописима |
| ------------------------------ | ------------------------------ | ------------------------------ | ------------------------------ | ------------------------------ | ------------------------------ | ------------------------------ | ------------------------------ | ------------------------------ | ------------------------------ | ------------------------------ | ------------------------------ | ------------------------------ | ------------------------------ | ------------------------------ | ------------------------------ |
| 1857                           | 1869                           | 1880                           | 1890                           | 1900                           | 1910                           | 1921                           | 1931                           | 1948                           | 1953                           | 1961                           | 1971                           | 1981                           | 1991                           | 2001                           | 2011                           |
| 0                              | 0                              | 0                              | 0                              | 0                              | 0                              | 0                              | 0                              | 133                            | 149                            | 126                            | 83                             | 65                             | 53                             | 48                             | 28                             |

Напомена: Насеља Доња Шушњара и Горња Шушњара исказују се од 1948. До 1931. године исказивано је насеље под именом Шушњара. За то некадашње насеље подаци из 1857. до 1931. године садржане су у насељу Доња Шушњара.